# اکتاش، اماسیا
اکتاش، اماسیا (به لاتین: Aktaş, Amasya) یک منطقهٔ مسکونی در ترکیه است که در استان آماسیه واقع شده‌است.